# Melenita de oro
 Melenita de oro es una película argentina en blanco y negro de Argentina que se estrenó el 4 de junio de 1923 en Gaumont, Esmeralda y Petit Splendid, dirigida por José Agustín Ferreyra sobre su propio guion protagonizada por Jorge Lafuente, Lidia Liss y Álvaro Escobar.
Fue la primera colaboración del director José Agustín Ferreyra con los fotógrafos Luis y Vicente Scaglione, dueños de la empresa Colón Film, cuyos estudios ubicados en la calle Boedo 51 de Buenos Aires fueron calificados por Ferryra como la "catedral de las galerías ciollas".

## Sinopsis
Ferreyra se introduce nuevamente en el mundo del vicio y la prostitución, esta vez con un padre cruel y borracho vende su hija a un rufián.

## Reparto
- Álvaro Escobar
- Jorge Lafuente
- Lidia Liss
- José Plá

## Difusión en otros países
En 1925 la película fue exhibida en el cine Kursal de Barcelona.